# CR Architecture
CR Architecture est une agence d'architecture, qui a été fondée par Michel Regembal et Claude Costantini en 1987.
L'agence réalise son projet emblématique avec le Stade de France, à la suite d'un concours international remporté en 1994.

## Bureaux
- France, Paris, siège social, pour les projets urbains et architecturaux en Europe
- Vietnam, Hanoï, depuis 1998, pour les projets urbains et architecturaux en Asie
- Maroc, pour les projets urbains et architecturaux en Afrique

## Projets

### Sport

#### Stades
- Stade de France - Saint-Denis, France (1998)
- RheinEnergieStadion - Cologne, Allemagne (2006)
- Commerzbank-Arena - Francfort, Allemagne (2006)
- Stade national du Vietnam - Hanoï, Vietnam (2010)
- Grand Stade de Nice - Nice, France (2013)

### Bâtiments civils et publics

#### Ministères français
- Ministère des Affaires Étrangères,
- Ministère de la Justice,
- Ministère des Finances,
- Ministère de l’Éducation,
- Ministère de la Culture.

#### Collectivités territoriales
L'agence est également en France maître-d’œuvre pour les collectivités territoriales (communes, départements et régions)
- collèges et lycées, gymnases
- centres de formation (pompiers…),
- médiathèques, centre musical, complexe sportif, espaces loisirs.

### Urbanisme
- Équipements et infrastructures en France, et à l'étranger :
- Tanger, Maroc
- Marrakech, Maroc
- Hanoï, Viêt Nam
- Saïgon, Viêt Nam